# Lluís Bonifaç i Sastre
Lluís Bonifaç i Sastre (* 1683 in Barcelona; † 1765 in Valls) war ein katalanischer Bildhauer des Barock. Er war ein Sohn von Lluís Bonifaç dem Älteren.

## Leben und Werk
Lluís Bonifaç war Schüler seines Vaters und Schüler von Llàtzer Tramulles. Um 1705 wirkte er in Valls. Er lebte dann einige Jahre in Barcelona, wo er Mitglied der Bildhauergilde war. Er kehrte 1717 nach Valls zurück und wirkte dort an den Altärem von Sant Marc (1720) und La Candela (1772), wo er mehrere Arbeiten ausführte.
1741 hatte er das zentrale Altarbild für von Riudecols angefertigt.
Lluís Bonifaç i Sastre gründete die Bildhauerschule in Valls, die später von seinem Enkel Lluís weitergeführt und akkreditiert wurde.